# Harry Markowitz
Harry Max Markowitz (* 24. August 1927 in Chicago, Illinois; † 22. Juni 2023 in San Diego) war ein US-amerikanischer Ökonom. Er war Vorreiter der modernen Portfoliotheorie und wurde für seine Arbeit mit dem Alfred-Nobel-Gedächtnispreis für Wirtschaftswissenschaften ausgezeichnet.

## Leben
Harry Markowitz wurde als Sohn des jüdischen Ehepaars Morris und Mildred Markowitz in Chicago geboren. Während seiner Gymnasialzeit entwickelte er ein zunehmendes Interesse an Physik und Philosophie. Sein Studium absolvierte er an der University of Chicago, wo er auf bedeutende Ökonomen wie Milton Friedman, Tjalling Koopmans, Jacob Marschak und Leonard Savage traf, welche prägend für seinen wissenschaftlichen Werdegang wurden. Markowitz konzentrierte sich auf die Thematik der Entscheidung unter Unsicherheit und ließ sich insbesondere von den Argumentationen rund um den erwarteten Nutzen von John von Neumann, Oskar Morgenstern und Savage inspirieren. Zudem wurde er Mitglied der Cowles Commission, einem Wirtschaftsforschungsinstitut, das bis zum Umzug nach Yale in den 1950er-Jahren an der Universität Chicago ansässig war.
Zufällig entschied sich Markowitz dazu seine Dissertation mit der Anwendung mathematischer Methoden auf den Aktienmarkt zu widmen. Marschak ermutigte ihn, dieses Thema zu verfolgen, da es auch ein bevorzugtes Interesse von Alfred Cowles, dem Gründer der Cowles Commission, darstellte. Das weit verbreitete Verständnis von Aktienpreisen gründete sich damals auf das Barwertmodell, welches davon ausgeht, dass der Preis einer Aktie durch die zukünftig erwarteten Dividendenzahlungen bestimmt wird. Markowitz' wegweisende Erkenntnis bestand darin, dass der vorhandenen Theorie eine wichtige Komponente fehlte: Die Berücksichtigung des Risikos. Da zukünftige Dividenden ungewiss sind, sollten Investoren ihre Investitionen diversifizieren, um das Risiko – gemessen durch die Varianz – zu minimieren. Er entwickelte die Theorie, dass für die Bewertung von Investments zwei Faktoren entscheidend sind: Das Risiko und die Rendite. Seine Einsichten führten zur Entwicklung der Theorie der Portfolioallokation, welche Investoren dazu anleitet, aus einer Menge von Pareto-optimalen Risiko-Rendite-Kombinationen zu wählen (siehe dazu den Artikel Portfoliotheorie). 1952 publizierte er die Ideen in dem Artikel Portfolio Selection, der im Journal of Finance veröffentlicht wurde.
Nach seinem Studium nahm Markowitz eine Stelle bei der RAND Corporation an, wo er in Zusammenarbeit mit George Dantzig an Optimierungsverfahren arbeitete. Mit seinen Publikationen legte er die Grundlagen für effiziente Berechnungsmethoden im Bereich der Portfolio-Optimierung. Im Zeitraum 1955–56 lud ihn James Tobin von der Cowles Foundation an der Yale University zu einer Forschungskooperation ein. Während dieser Zeit arbeitete Markowitz intensiv an seinem späteren Buch Portfolio Selection: Efficient Diversification of Investments, das 1959 im Verlag John Wiley & Sons erschien und seine Theorien zu effizienter Diversifikation von Investments ausführlich darlegte.
Außerdem studierte er an der Aristoteles-Universität Thessaloniki.
Am 17. Juli 1962 gründete er zusammen mit Herb Karr das California Analysis Center, Inc., aus dem später CACI International wurde.
1987 wurde Markowitz in die American Academy of Arts and Sciences gewählt, 1989 erhielt er den John-von-Neumann-Theorie-Preis.
Er wurde 1990 für seine Theorie der Portfolio-Auswahl mit dem Alfred-Nobel-Gedächtnispreis für Wirtschaftswissenschaften zusammen mit Merton H. Miller und William F. Sharpe ausgezeichnet.

## Werke (Auswahl)
- Portfolio Selection, 1952: https://cowles.yale.edu/sites/default/files/2022-09/m16-all.pdf
- Foundations of Portfolio Theory, 1991